# Büren (Svizzera)
Büren (toponimo tedesco) è un comune svizzero di 996 abitanti del Canton Soletta, nel distretto di Dorneck.